# Lydie Salvayre
Lydie Salvayre (Autainville, 5 settembre 1948) è una scrittrice francese.

## Biografia
Lydie Salvayre è nata a Autainville, Centro-Valle della Loira, nel 1948 da genitori rifugiati spagnoli sfuggiti al franchismo durante la guerra civile spagnola.
Ha studiato lettere moderne all'Università di Tolosa e si è in seguito laureata in medicina specializzandosi in psichiatria e trovando lavoro in una clinica a Bouc-Bel-Air.
Dopo gli inizi su varie riviste negli anni '70, ha esordito nella narrativa nel 1990 con il romanzo La dichiarazione, ben accolto dalla critica e insignito del Premio Hermès.
Nel corso della sua prolifica carriera ha pubblicato una ventina di romanzi e ha ottenuto diversi riconoscimenti letterari tra i quali spicca il Premio Goncourt ricevuto nel 2014 per Non piangere.

## Opere principali

### Romanzi
- La dichiarazione (La Déclaration, 1990), Milano, Feltrinelli, 1991 traduzione di Daniela Orati ISBN 88-07-01419-X.
- La vita comune (La Vie commune, 1991), Torino, Bollati Boringhieri, 2001 traduzione di Gianni Poli ISBN 88-339-1313-9.
- La Médaille (1993)
- La Puissance des mouches (1995)
- La compagnia degli spettri (La Compagnie des spectres, 1997), Parma, Guanda, 1999 traduzione di Francesco Bruno ISBN 88-8246-070-3.
- Quelques conseils aux élèves huissiers (1997)
- La Conférence de Cintegabelle (1999)
- Anime belle (Les Belles âmes, 2000), Torino, Bollati Boringhieri, 2002 traduzione di Luigi Carrozzo e Egisto Volterrani ISBN 88-339-1424-0.
- Le Vif du vivant (2001)
- Et que les vers mangent le bœuf mort (2002)
- Contro (Contre, 2002), Bologna, Bébert, 2014 traduzione di Alice Cibelli ISBN 978-88-97967-11-8.
- Passaggio alla nemica (Passage à l'ennemie, 2003), Torino, Bollati Boringhieri, 2005 traduzione di Fernanda Littardi ISBN 88-339-1601-4.
- La méthode Mila (2005)
- Dis pas ça (2006)
- Portrait de l'écrivain en animal domestique (2007)
- Petit traité d'éducation lubrique (2008)
- BW (2009)
- Hymne (2011)
- 7 femmes (2013), Sette donne, Valeggio sul Mincio, Prehistorica Editore, 2025, traduzione di Lorenza Di Lella e Francesca Scala, ISBN 9788831234405
- Pas pleurer (2014), Non piangere, Roma, L'asino d'oro, 2016, Valeggio sul Mincio, Prehistorica Editore, 2024, traduzione di Lorenza Di Lella e Francesca Scala ISBN 978-88-6443-354-7.

### Antologie
- Lumières sur la CCAS. Les activités sociales des salariés de l'énergie (2006)

## Alcuni riconoscimenti
- Premio Hermès: 1990 per il romanzo d'esordio La dichiarazione
- Prix Décembre: 1997 per La compagnia degli spettri
- Premio Goncourt: 2014 per Non piangere
- Ordre des arts et des lettres: nominata Commendatrice nel 2015